# マルヴィン・シュヴェーベ
マルヴィン・シュヴェーベ（Marvin Schwäbe 、1995年4月25日 - ）は、ドイツ・ディーブルク出身のプロサッカー選手。1.FCケルン所属。ポジションはGK。

## 経歴

### クラブ
2009年にアイントラハト・フランクフルトのアカデミーに入団。2012年10月5日、ユースチーム在籍中ながらレギオナルリーガに所属するリザーブチームの試合に出場した。
2013年、TSG1899ホッフェンハイムに移籍。移籍当初はリザーブチームやU-19チームでプレーし、2014–15シーズンよりトップチームに昇格した。
2015–16シーズンは3.リーガのVfLオスナブリュックにレンタル移籍。
2016–17シーズンは2.リーガのディナモ・ドレスデンにレンタル移籍。19 May 2017年5月19日、レンタル期間が1シーズン延長された。
2018年6月、デンマークのブレンビーIFに3年契約で移籍。
2021年7月1日、1.FCケルンにフリー移籍で加入し、2024年までの契約を結んだ。

### 代表
各年代で年代別ドイツ代表に選出されている。2015年6月にニュージーランドで開催されたU-20ワールドカップでは全試合に出場した。
2017年6月、チームの一員としてポーランドで開催されたU-21欧州選手権で優勝した。

## タイトル
ブレンビーIF
- スーペルリーガ：2020-21